# Сибирска кабарга
Сибирска кабарга (Moschus moschiferus) е чифтокопитен бозайник от едноименните род и семейство Кабарги.

## Морфологични особености
Дължината на тялото достига до 1 метър, а опашката е дълга едва 4—6 cm, височината при холката е до 70 cm. Теглото варира от 11 до 18 kg. Задните крайници са непропорционално дълги, поради което кръстната кост е на височина около 5—10 cm по-висока от тази на холката.
Липсват рога, мъжките притежават дълги извити резци, които надрастват останалите и излизат над горната устна със 7-9 cm. В областта на корема имат жлеза, която произвежда мускус. Имат гъста и дълга но мека козина. Цвета и е сив до кафяв.
При младите животни отстрани на главата и по гърба имат разпръснати бели петна.

## Разпространение
Сибирската кабарга е разпространена в района от източните Хималаи и Тибет до Източен Сибир, Корея и остров Сахалин. Обитава стръмни планински склонове обрасли с борова гора. Среща се на надморска височина между 600—900 m, рядко достига до 1600 m над морското ниво, като само в Хималаите и Тибет обитава височини около и над 3000 метра.